# Acuerdo por la Paz y la Tolerancia

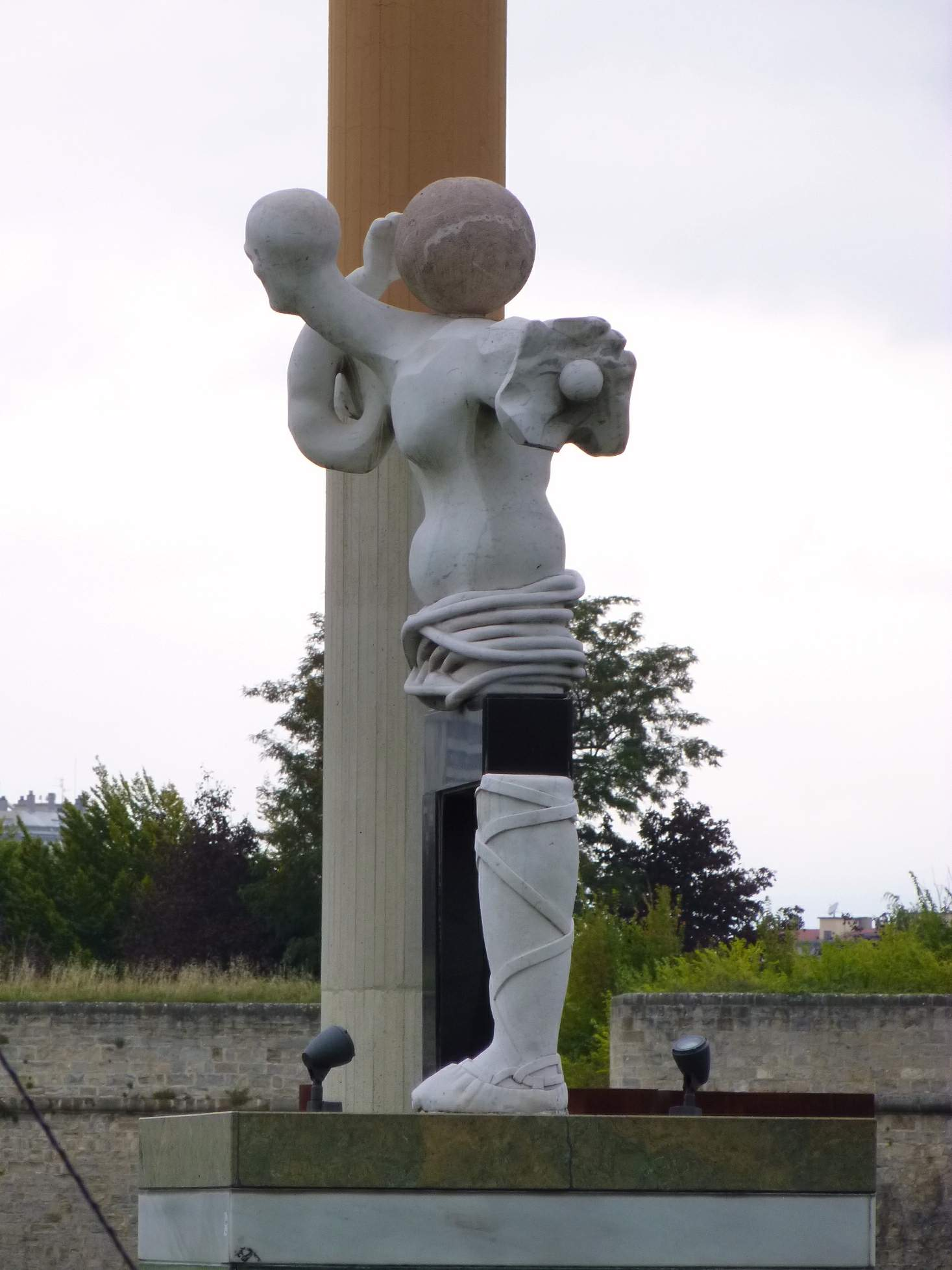
Monumento a la Paz (Pamplona) inaugurado en conmemoración de este acuerdo

Acuerdo por la Paz y la Tolerancia o Pacto de Navarra fue el acuerdo que firmaron la mayor parte de los partidos políticos de Navarra el 7 de octubre de 1988 con el fin de erradicar la violencia de ETA.
Es un pacto complementario al realizado en Madrid, Acuerdo de Madrid sobre Terrorismo el 5 de noviembre de 1987 y el de Vitoria, Pacto de Ajuria Enea (Acuerdo para la Normalización y Pacificación de Euskadi) del 12 de enero de 1988.
En el preámbulo se destaca que:
- La paz es objetivo esencial de la actividad política.
- La democracia es el régimen que sostiene la renuncia a la fuerza bruta
- La democracia, como la paz, no es un estado sino una aspiración y tarea permanente.
- El terrorismo, además de producir la muerte y desolación, atentando contra el primero de los derechos humanos, el de la vida, deja penosas secuelas civiles y morales entre los vivos
- El actual marco jurídico la Constitución Española, la Ley de Reintegración y Amejoramiento del Régimen Foral de Navarra, garantiza la defensa y consecución de cualquier objetivo político y posibilita los cauces de participación a los ciudadanos para hacer valer sus idearios políticos, incluida la defensa de ideas no recogidas en la actualidad en el ordenamiento constitucional vigente.

Fue firmado por Euskadiko Ezkerra (Ramón Arozarena Sanzberro); Alianza Popular (Ángel Ciprés); Partido Liberal (José Ignacio López Borderías); Democracia Cristiana (Jaime Ignacio del Burgo); Centro Democrático y Social (Pablo García Tellechea); Unión del Pueblo Navarro (Jesús Aizpún Tuero); Partido Socialista de Navarra (Jesús Malón Nicolao) y el Presidente del Gobierno de Navarra (Gabriel Urralburu Tainta).
No lo suscribieron ni Eusko Alkartasuna ni Herri Batasuna.
Estos tres pactos que tenían una unidad de acción, estuvieron vigentes durante una década, aunque en los últimos años de forma muy débil. Se considera que finalizó su vigencia el 12 de septiembre de 1998 con la firma del Pacto de Estella y la posterior tregua de ETA de 1998.